# Lethrus koshantschikovi
Lethrus koshantschikovi is een keversoort uit de familie mesttorren (Geotrupidae). De wetenschappelijke naam van de soort werd in 1891 gepubliceerd door Andrej Petrovitsj Semjonov-Tjan-Sjanski.